# Institut universitaire de technologie de Blagnac
 (février 2024).
L'institut universitaire de technologie de Blagnac (IUT 'B' Blagnac ou IUT Toulouse II Blagnac) est un établissement français d'enseignement supérieur, situé au 1, place Georges-Brassens à Blagnac, qui dépend de l'Université Toulouse Jean - Jaurès. Il est accessible grâce à la ligne de tram T1 à la station « Place Georges-Brassens ».

## Historique
L'institut universitaire de technologie de Blagnac voit le jour en 1974. Il est initialement logé dans les locaux de l'université Toulouse-II-Le-Mirail, et se nomme IUT 'B' Toulouse-II ; l'IUT 'A' étant celui de l'université Toulouse-III-Paul-Sabatier, créé en 1966 à la suite de la première tranche du plan Fouchet,. Il est constitué d'un seul département de statistiques, qui devient un département d'informatique en 1985. En 1993, un deuxième département se crée : génie industriel et maintenance (GIM). L'année suivante les deux départements sont transférés dans de nouveaux locaux, faits de terre cuite et crue, à Blagnac. L'IUT 'B' Toulouse-II devient alors l'IUT Blagnac. 
En 1995, le département génie des télécommunications et réseaux est créé. Cette même année, le département génie mécanique et productique (GMP) de Figeac est rattaché administrativement à l'IUT de Blagnac, suivi de la création d'un département techniques de commercialisation en 1997 et d'un département carrières sociales en 2000[source secondaire souhaitée]. Et, les premières licences professionnelles ouvrent à l'IUT de Blagnac[source secondaire souhaitée].
Au 1er janvier 2001, les trois départements du campus de Figeac sont regroupés dans une nouvelle composante à part entière de l'université Toulouse-II-Le-Mirail. Désormais, deux instituts distincts cohabitent : l'IUT de Blagnac et l'IUT de Figeac[source insuffisante]. Par ailleurs, le Crous Toulouse - Occitanie construit, dans le même style architectural que l'IUT, un restaurant universitaire sur le campus. En 2008, un quatrième département de l'institut est créé à titre expérimental : le département aide et assistance pour le monitoring et le maintien à domicile(2A2M). L'expérimentation cesse au bout de 5 promotions, le département expérimental devient, alors et à titre définitif, le département carrières sociales.
En 2021, l'offre de formation des IUT évolue, transformant le diplôme universitaire de technologies (Bac+2) en bachelor universitaire de technologies (Bac+3), un nouveau diplôme décliné en approche par compétences. À la rentrée 2023, trois des licences professionnelles sont intégrées aux nouveaux BUT. Seule la licence pro maintenance aéronautique perdure.  La première promotion du BUT est diplômée en juin 2024.

### Directeurs de l'IUT
- 1989 - 1999 : Jean-Jacques Mercier,
- 1999 - 2000 : Michel Bonneu,
- 2000 - 2005 : Jean-Bernard Crampes,
- 2005 - 2010 : Alain Roux,
- 2010 - 2015 : Laurence Redon,
- 2015 - 2025 : Xavier Daran[9],
- 2025 - actuel : Carine Livoti.

### Identité visuelle

Logo de l'IUT 'B' jusqu'en 2000.
Logo de l'IUT de Blagnac de 2000 à 2008.
Logo de l'IUT de Blagnac depuis 2008.

## Formations
La formation des près de 700 étudiants de l'institut universitaire de technologie de Toulouse B est assurée par 49 enseignants dont 23 enseignants-chercheurs,,,. L'institut dispense principalement des bachelors universitaires de technologie (BUT) de niveau bac+3 et une licence professionnelle (LP) de niveau bac+3. Ces formations sont réparties à travers 4 départements d'enseignement : informatique, réseaux et télécommunications, génie industriel et maintenance, carrières sociales. Les diplômes peuvent être préparés en formation initiale, en formation par alternance, en formation continue et obtenus par validation des acquis et de l'expérience (VAE).

### Bachelor universitaire de technologie
L'IUT propose les quatre bachelors universitaires de technologie suivants :
- BUT Informatique (INFO)
- BUT Génie industriel et maintenance (GIM),
- BUT Réseaux et télécommunications (RT),
- BUT Carrières sociales (CS).

### Licence professionnelle
Il accueille également une licence professionnelle :
- LP Maintenance aéronautique (LPMA)

## Recherche
Concomitant à l'installation de l'IUT sur le campus de Blagnac, le laboratoire ICARE (Informatique-Communications-Automatisme-Réseaux-Electronique) a été créé et a regroupé les enseignants-chercheurs de l'IUT désirant faire leur recherche sur le site de l'IUT. Il a été reconnu ERT puis durant 8 ans, EA 3050. En 2007, ICARE a fusionné avec le LESIA de l'INSA de Toulouse pour former le laboratoire LATTIS. Cette équipe d'accueil EA4155 de l'UT2J et INSA a été co-dirigée durant 4 ans par Danièle Fournier et Thierry VAL. Les membres du LATTIS ont ensuite intégré les laboratoires toulousains : IRIT, LAAS, LAPLACE et IMT.
Les 23 enseignants-chercheurs de l'IUT de Blagnac sont actuellement[Quand ?] répartis dans sept unités de recherche localisées à Toulouse.
| Nom      | Nom Complet                                                           | Type | Centre                          | Domaine | Structures partenaires |
| -------- | --------------------------------------------------------------------- | ---- | ------------------------------- | --- | --- |
| ICA      | Institut Clément Ader                                                 | UMR  | Toulouse, Tarbes, Albi          | Matériaux et structures composites – Surface, usinage, matériaux et outillages – Modélisation des systèmes et microsystèmes mécaniques – Métrologie, identification, contrôle et surveillance. | Université Toulouse-III-Paul-Sabatier, IUT Toulouse A, IUT de Tarbes, INSA de Toulouse, IMT mines d'Albi-Carmaux, ISA-SUPAERO, CNRS                                                               |
| Laplace  | Laboratoire plasma et conversion d'énergie                            | UMR  | Toulouse                        | Arcs électriques et procédés plasmas thermiques – Commande et diagnostic des systèmes électriques – Convertisseurs statiques – Diélectriques solides et fiabilité – Énergie électrique et systémique – Électromagnétisme, électrodynamique, énergétique, plasmas – Hors équilibre, lumière et matière, matériaux diélectriques dans la conversion d’énergie – Matériaux et procédés plasmas - Plasmas réactifs hors équilibre. | Université Toulouse-III-Paul-Sabatier, INPT (ENSEEIHT), CNRS |
| LISST    | Laboratoire interdisciplinaire solidarités, sociétés, territoires     | UMR  | Toulouse                        | Mondialisations – Innovation et société – Parcours de vie et inégalités : genre, santé et territoire – Environnement et sociétés – Différenciations territoriales et actions collectives. | Université Toulouse-Jean-Jaurès, CNRS |
| LERASS   | Laboratoire d'études et de recherches appliquées en sciences sociales | EA   | Toulouse, Auch, Castres, Tarbes | Information et communication – Communication, pratiques, sens, textualités – Politiques urbaines soutenables – Médiapolis / Grecom – Médiations en information / communication spécialisée – Organicom – Psychologie sociale de la communication. | Université Toulouse-III-Paul-Sabatier, IUT Toulouse A, IUT de Tarbes, université Toulouse-Jean-Jaurès, université Toulouse-I-Capitole, université Paul-Valéry-Montpellier, INSA de Toulouse, INPT |
| OCTOGONE | Unité de recherche interdisplinaire Octogone-Lordat                   | EA   | Toulouse                        | Cognition langagière et troubles du langage – Apprentissage/acquisition des langues et bilinguisme. | Université Toulouse Jean - Jaurès, institut des sciences du cerveau de Toulouse |
| IRIT     | Institut de recherche en informatique de Toulouse                     | UMR  | Toulouse                        | Analyse et synthèse de l’information, indexation et recherche d’informations, interaction, coopération, adaptation par l’expérimentation, raisonnement et décision, modélisation, algorithmes et calcul haute performance, architecture, systèmes et réseaux, sûreté de développement du logiciel. | Université Toulouse-III-Paul-Sabatier, INPT (ENSEEIHT), université Toulouse-I-Capitole, université Toulouse-Jean-Jaurès, CNRS                                                                     |
| LAAS     | Laboratoire d'analyse et d'architecture des systèmes                  | UPR  | Toulouse                        | Informatique critique – Réseaux et communications – Robotique, décision et optimisation – Hyperfréquences et optique – Technologie et instrumentation pour le monitoring des systèmes complexes – Micro nano bio technologies – Gestion de l'énergie. | Université Toulouse-III-Paul-Sabatier, INPT (ENSEEIHT), INSA de Toulouse, CNRS |